# Konradsreuth
Konradsreuth település Németországban, azon belül Bajorországban. Lakosainak száma 3179 fő (2023. december 31.). Konradsreuth Schwarzenbach an der Saale és Leupoldsgrün községekkel határos.

## Népesség
A település népessége az elmúlt években az alábbi módon változott:
| Lakosok száma | 1786 | 1857 | 2875 | 3439 | 3267 | 3212 | 3240 | 3178 | 3136 | 3179 |
|               | 1875 | 1950 | 1975 | 1987 | 2012 | 2014 | 2016 | 2017 | 2021 | 2023 |